# Puchar Caldera

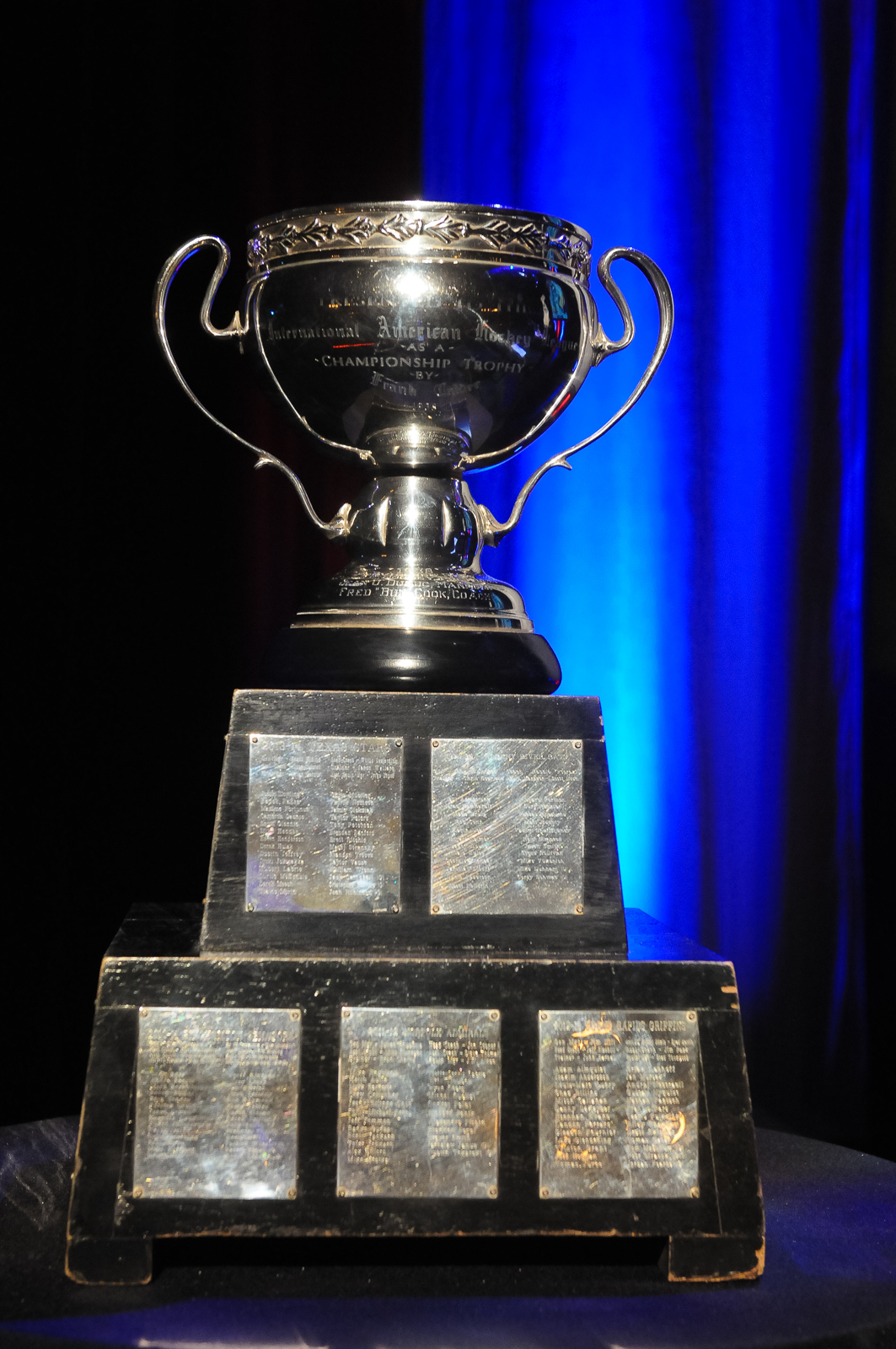
Puchar Caldera (Calder Cup)

Calder Cup – trofeum przyznawane corocznie zwycięzcy playoff rozgrywek American Hockey League, co za tym idzie zwycięzcy ligi. Pierwszy raz wręczony po zakończeniu sezonu 1937/1938. Nazwa pucharu pochodzi od nazwiska pierwszego prezydenta National Hockey League Franka Caldera. Calder Cup różni się od Calder Memorial Trophy tym, że to drugie trofeum przyznawane jest najlepszemu debiutowi ligi NHL.
Dotychczas 33 drużyny zdobyły to trofeum. Najwięcej, jedenastokrotnie zdobywcą Calder Cup był zespół Hershey Bears. Drużyna to ponadto uczestniczyła w 23 finałach ligi AHL co czyni ją najbardziej utytułowaną w historii. Drugą pod względem zwycięstw ligi jest Cleveland Barons, którzy uczestniczyli w lidze do roku 1973. W tym czasie zdobyli to trofeum dziewięć razy.

## Lista zwycięzców
| Sezon     | Zwycięzca               | Wynik | Finalista                      |
| 1936-1937 | Syracuse Stars          | 3-1   | Philadelphia Ramblers          |
| 1937-1938 | Providence Reds         | 3-1   | Syracuse Stars                 |
| 1938–1939 | Cleveland Barons        | 3-1   | Philadelphia Ramblers          |
| 1939–1940 | Providence Reds         | 3-0   | Pittsburgh Hornets             |
| 1940–1941 | Cleveland Barons        | 3-2   | Hershey Bears                  |
| 1941–1942 | Indianapolis Capitals   | 3-2   | Hershey Bears                  |
| 1942-1943 | Buffalo Bisons          | 3-0   | Indianapolis Capitals          |
| 1943-1944 | Buffalo Bisons          | 4-0   | Cleveland Barons               |
| 1944–1945 | Cleveland Barons        | 4-2   | Hershey Bears                  |
| 1945-1946 | Buffalo Bisons          | 4-3   | Cleveland Barons               |
| 1946-1947 | Hershey Bears           | 4-3   | Pittsburgh Hornets             |
| 1947-1948 | Cleveland Barons        | 4-0   | Buffalo Bisons                 |
| 1948-1949 | Providence Reds         | 4-3   | Hershey Bears                  |
| 1949-1950 | Indianapolis Capitals   | 4-0   | Cleveland Barons               |
| 1950-1951 | Cleveland Barons        | 4-3   | Buffalo Bisons                 |
| 1951-1952 | Pittsburgh Hornets      | 4-2   | Providence Reds                |
| 1952-1953 | Cleveland Barons        | 4-3   | Pittsburgh Hornets             |
| 1953-1954 | Cleveland Barons        | 4-2   | Hershey Bears                  |
| 1954-1955 | Pittsburgh Hornets      | 4-2   | Buffalo Bison                  |
| 1955-1956 | Providence Reds         | 4-0   | Cleveland Barons               |
| 1956–1957 | Cleveland Barons        | 4-1   | Rochester Americans            |
| 1957-1958 | Hershey Bears           | 4-2   | Springfield Indians            |
| 1958-1959 | Hershey Bears           | 4-2   | Buffalo Bisons                 |
| 1959-1960 | Springfield Indians     | 4-1   | Rochester Americans            |
| 1960-1961 | Springfield Indians     | 4-0   | Hershey Bears                  |
| 1961-1962 | Springfield Indians     | 4-1   | Buffalo Bisons                 |
| 1962-1963 | Buffalo Bisons          | 4-3   | Hershey Bears                  |
| 1963–1964 | Cleveland Barons        | 4-0   | Québec Aces                    |
| 1964-1965 | Rochester Americans     | 4-1   | Hershey Bears                  |
| 1965-1966 | Rochester Americans     | 4-2   | Cleveland Barons               |
| 1966-1967 | Pittsburgh Hornets      | 4-0   | Rochester Americans            |
| 1967-1968 | Rochester Americans     | 4-2   | Québec Aces                    |
| 1968-1969 | Hershey Bears           | 4-1   | Québec Aces                    |
| 1969-1970 | Buffalo Bisons          | 4-0   | Springfield Kings              |
| 1970-1971 | Springfield Kings       | 4-0   | Providence Reds                |
| 1971-1972 | Nova Scotia Voyageurs   | 4-2   | Baltimore Clippers             |
| 1972-1973 | Cincinnati Swords       | 4-1   | Nova Scotia Voyageurs          |
| 1973-1974 | Hershey Bears           | 4-1   | Providence Reds                |
| 1974-1975 | Springfield Kings       | 4-1   | New Haven Nighthawks           |
| 1975-1976 | Nova Scotia Voyageurs   | 4-1   | Hershey Bears                  |
| 1976-1977 | Nova Scotia Voyageurs   | 4-2   | Rochester Americans            |
| 1977-1978 | Maine Mariners          | 4-1   | New Haven Nighthawks           |
| 1978-1979 | Maine Mariners          | 4-0   | New Haven Nighthawks           |
| 1979-1980 | Hershey Bears           | 4-2   | New Brunswick Hawks            |
| 1980-1981 | Adirondack Red Wings    | 4-2   | Maine Mariners                 |
| 1981-1982 | New Brunswick Hawks     | 4-1   | Binghamton Whalers             |
| 1982-1983 | Rochester Americans     | 4-0   | Maine Mariners                 |
| 1983-1984 | Maine Mariners          | 4-1   | Rochester Americans            |
| 1984-1985 | Canadiens de Sherbrooke | 4-2   | Baltimore Skipjacks            |
| 1985-1986 | Adirondack Red Wings    | 4-2   | Hershey Bears                  |
| 1986-1987 | Rochester Americans     | 4-3   | Canadiens de Sherbrooke        |
| 1987-1988 | Hershey Bears           | 4-0   | Fredericton Canadiens          |
| 1988-1989 | Adirondack Red Wings    | 4-1   | New Haven Nighthawks           |
| 1989-1990 | Springfield Indians     | 4-2   | Rochester Americans            |
| 1990-1991 | Springfield Indians     | 4-2   | Rochester Americans            |
| 1991-1992 | Adirondack Red Wings    | 4-3   | St. John’s Maple Leafs         |
| 1992-1993 | Cape Breton Oilers      | 4-1   | Rochester Americans            |
| 1993-1994 | Portland Pirates        | 4-2   | Moncton Hawks                  |
| 1994-1995 | Albany River Rats       | 4-0   | Fredericton Canadiens          |
| 1995-1996 | Rochester Americans     | 4-3   | Portland Pirates               |
| 1996-1997 | Hershey Bears           | 4-1   | Hamilton Bulldogs              |
| 1997-1998 | Philadelphia Phantoms   | 4-2   | St.John Flames                 |
| 1998-1999 | Providence Bruins       | 4-1   | Rochester Americans            |
| 1999-2000 | Hartford Wolf Pack      | 4-2   | Rochester Americans            |
| 2000-2001 | Saint John Flames       | 4-2   | Wilkes-Barre/Scranton Penguins |
| 2001-2002 | Chicago Wolves          | 4-1   | Bridgeport Sound Tigers        |
| 2002-2003 | Houston Aeros           | 4-3   | Hamilton Bulldogs              |
| 2003-2004 | Milwaukee Admirals      | 4-0   | Wilkes-Barre/Scranton Penguins |
| 2004-2005 | Philadelphia Phantoms   | 4-0   | Chicago Wolves                 |
| 2005-2006 | Hershey Bears           | 4-2   | Milwaukee Admirals             |
| 2006-2007 | Hamilton Bulldogs       | 4-1   | Hershey Bears                  |
| 2007-2008 | Chicago Wolves          | 4-2   | Wilkes-Barre/Scranton Penguins |
| 2008-2009 | Hershey Bears           | 4-2   | Manitoba Moose                 |
| 2009-2010 | Hershey Bears           | 4-2   | Texas Stars                    |
| 2010–2011 | Binghamton Senators     | 4-2   | Houston Aeros                  |
| 2011-2012 | Norfolk Admirals        | 4-0   | Toronto Marlies                |
| 2012-2013 | Grand Rapids Griffins   | 4-2   | Syracuse Crunch                |
| 2013-2014 | Texas Stars             | 4-1   | St. John’s IceCaps             |
| 2014-2015 | Manchester Monarchs     | 4-1   | Utica Comets                   |
| 2015-2016 | Lake Erie Monsters      | 4-0   | Hershey Bears                  |
| 2016-2017 | Grand Rapids Griffins   | 4-2   | Syracuse Crunch                |
| 2017-2018 | Toronto Marlies         | 4-3   | Texas Stars                    |
| 2018-2019 | Charlotte Checkers      | 4-1   | Chicago Wolves                 |